# Mimosa dichroa
Mimosa dichroa är en ärtväxtart som beskrevs av Gwilym Peter Lewis. Mimosa dichroa ingår i släktet mimosor, och familjen ärtväxter. Inga underarter finns listade i Catalogue of Life.